# Gillbergasjön (naturreservat)
Gillbergasjön är ett naturreservat i Säffle kommun i Värmlands län.
Området är naturskyddat sedan 1986 och är 240 hektar stort. Reservatet omfattar västra delen av Gillbergasjön som numera är mest våtmark. Reservatet består av sankängar och strandängar med al och björk och en tallmosse. 